# Drymoea resurgens
Drymoea resurgens är en fjärilsart som beskrevs av Louis Beethoven Prout 1925. Drymoea resurgens ingår i släktet Drymoea och familjen mätare. Inga underarter finns listade i Catalogue of Life.